# Caroline Lind
Caroline Lind (nascuda l'11 d'octubre de 1982 a Greensboro, Carolina del Nord) és una remera estatunidenca. Lind va competir als Jocs Olímpics de Pequín 2008 i va guanyar una medalla d'or en els vuit amb rem sense timoner.
En l'equip nacional de rem per quatre anys, Caroline Lind va fer el seu debut als Jocs Olímpics a Pequín en els vuit amb timoner. Des del 2003 que Lind ha qualificat entre els primers llocs des que va quedar en tercer lloc. El 2008 Lind va quedar en tercer lloc a la Copa Mundial de Rem a Múnic. En les competències de 2006 i 2007 ella era un membre femení dels vuit amb timoner en la qual van guanyar dues medalles consecutives. El 2005 Lind va quedar en quart lloc en els vuit i sis amb timoner respectivament, i al campionat nacional dels Estats Units el 2007 Lind va quedar en primer lloc en els vuit i quatre amb timoner.